# Engrish
El mot anglès engrish es fa servir per indicar el llenguatge híbrid amb els típics errors d'anglès de persones que tenen una llengua d'Orient com a llengua materna, com ara el xinès, japonès o coreà.

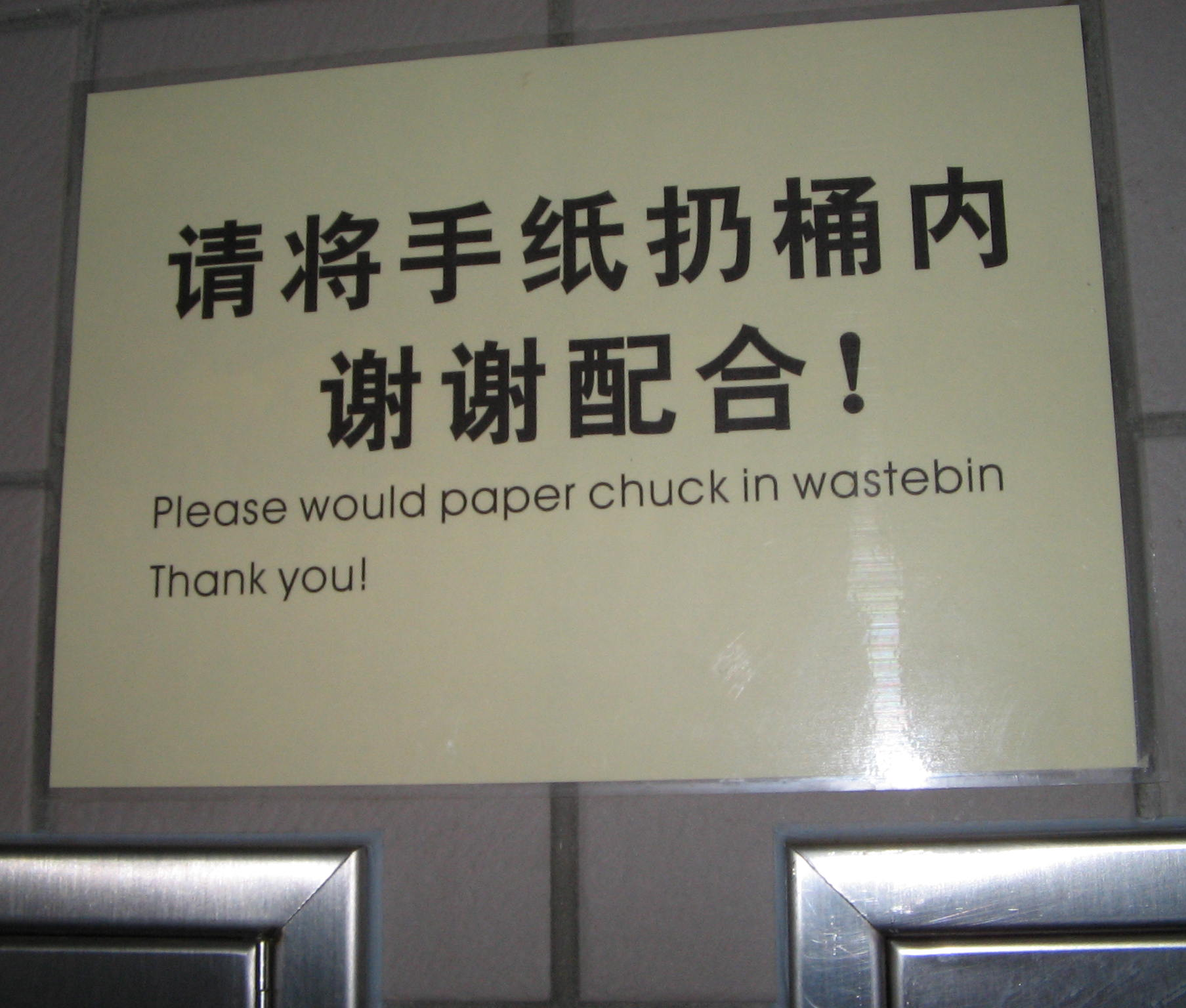
Un rètol a uns lavabos de Xangai

El resultat de traducció automàtica o amb diccionary pot ser incomprensible, absurd o involuntàriament humorístic. La paraula al·ludeix a la difficultat de persones de parla japonesa de diferenciar els fonemes «L» i «R». De vegades pot reflectir una actitud despectiva envers persones que intenten parlar una llengua que no és la seva.

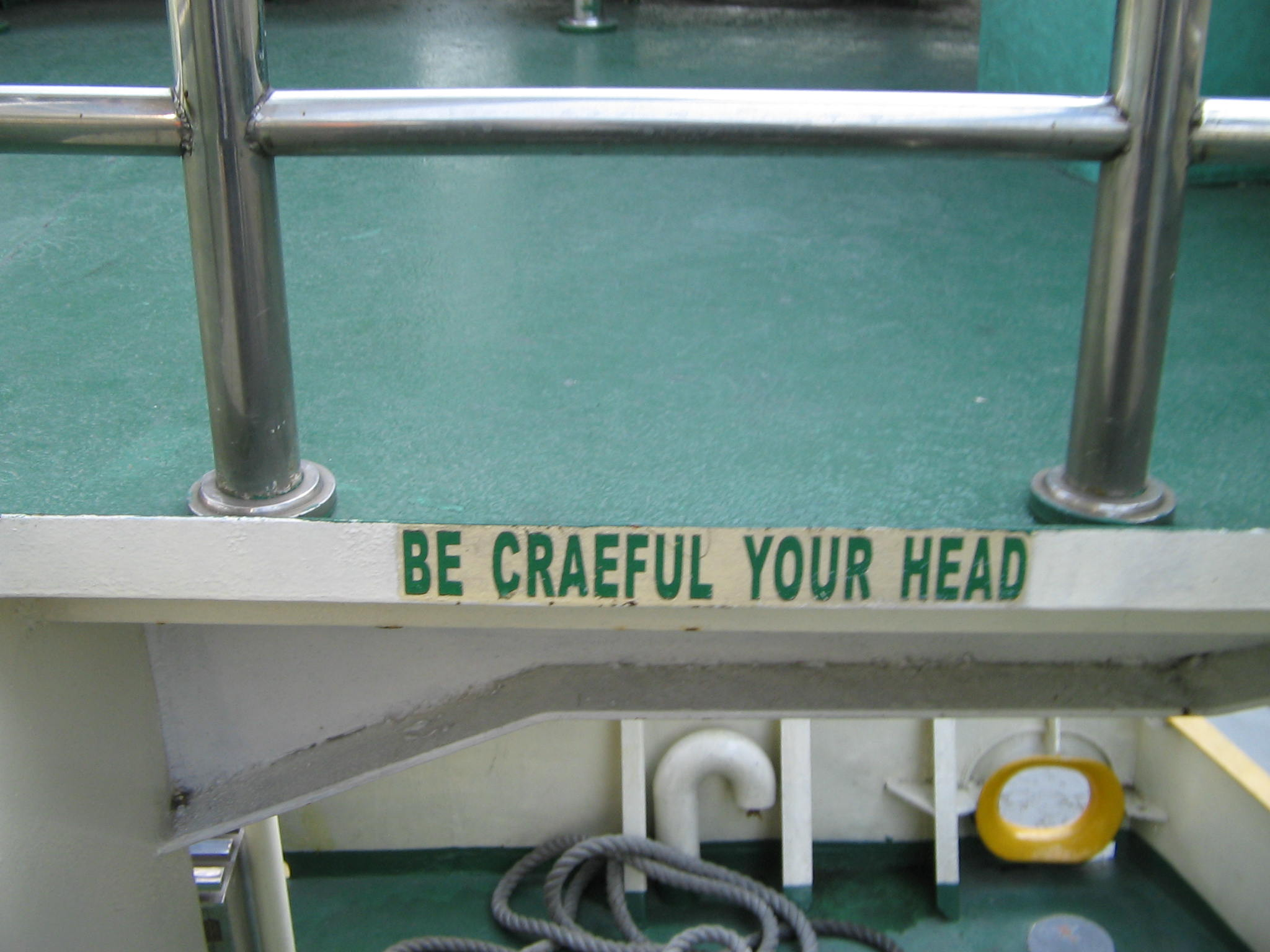
Exemple d'engrish a un vaixell a Xangai

N'hi ha altres variants amb més o menys el mateix significat: Janglish, Jangrish, Japalish, Japanglish, Japanlish, Japenglish, Japglish, Japlish, Jenglish, Jinglish, Nihonglish i Niplish. És un fenomen comparable a altres hibriditzacions lingüístiques com el catanyol o l'spanglish. La paraula engrish o les variants, es fan servir per designar fenòmens molt diferents: 
- anglès dolent
- anglès com es parla per japonesos
- anglès bastarditzat
- anglès aproximatiu de la propaganda comercial, per crear una sensació de modernitat
- un japonès amb massa manlleus d'anglès
- un manlleu de l'anglès
- una traducció còmica o estranya
- una traducció mot per mot, sense respectar la sintaxi de l'anglès
- …[4]

Mutatis mutandis això es produeix també en altres llengües intermediàries que eixen de la proximitat o la cohabitació de dues llengües.